# Шулгозеро
Шулгозеро — пресноводное озеро на территории Амбарнского сельского поселения Лоухского района Республики Карелии.

## Общие сведения
Площадь озера — 2 км², площадь водосборного бассейна — 5 км². Располагается на высоте 73,3 метров над уровнем моря.
Форма озера лопастная, продолговатая: оно вытянуто с северо-запада на юго-восток. Берега изрезанные, каменисто-песчаные, местами заболоченные.
Через озеро течёт безымянный водоток, который, вытекая из Варягозера, впадает в Энгозеро, воды из которого через реки Калгу и Воньгу попадают в Белое море.
В озере расположено не менее четырёх безымянных островов различной площади.
К югу от озера проходит лесная дорога.
Населённые пункты вблизи водоёма отсутствуют.
Код объекта в государственном водном реестре — 02020000711102000003023.